# Pachyloides bellicosus
Pachyloides bellicosus is een hooiwagen uit de familie Gonyleptidae.